# Джин (фільм, 2023)
«Джин» (англ. Genie) — американська різдвяна фентезійна комедія 2023 року режисера Сема Бойда за сценарієм Річарда Кертіса. Ремейк британського телефільму 1991 року «Бернард і Джин» (Bernard and the Genie), сценаристом якого також є Кертіс (режисер сер Пол Вейланд). В американському фільмі зіграли Мелісса Маккарті, Паапа Ессіейду, Дені Бентон, Марк Марон, Джордін Макінтош, Луїс Гузман і Алан Каммінг. Фільм випущений на платформі стрімінгового сервісу Peacock 22 листопада 2023 року.

## Синопсис
Бернард, втомлений роботою в аукціонному домі та пропустивши день народження своєї доньки, випадково зустрічає джина Флору, яка виконує його бажання. Проте кожне бажання виявляється не таким, як очікувалося, і разом головні герої розуміють, що справжня радість у житті полягає не в матеріальних речах, а в родинному теплі та дружбі.

## Акторський склад
- Мелісса Маккарті — джин Флора
- Паапа Ессієду — Бернард
- Дені́ Бентон — Джулі, дружина Бернарда
- Джордін Макінтош — Єва, 7-річна дочка Бернарда та Джулі
- Алан Каммінг — Флаксмен, бос Бернарда
- Марк Марон — Ленні, швейцар Бернарда
- Тейт Еллінгтон — Джонні
- Лашанз — бабуся Петті
- Еллен Клеґгорн — мати Бернарда
- Оберон Аджепонг — батько Бернарда
- Еґо Водім — Діанна
- Джон Рейнольдс — Марвін
- Наяша Хатенді — Піт
- Емануеле Сеччі — Генрі Гекфорд
- Луїс Гузман — Перес, детектив, який розслідує таємниче зникнення «Мони Лізи»
- Ральф Браун — Чаклун

## Виробництво
У грудні 2022 року повідомлялося, що Universal Pictures і Working Title Films найняли Меліссу Маккарті для виконання головної ролі у фільмі за сценарієм Річарда Кертіса, який є ремейком його ж телефільму BBC «Бернард і Джин» 1991 року. У січні 2023 року Паапа Ессіейду приєднався, щоб знятися разом із Маккарті. Цікавий факт: Алан Каммінг, який грає боса Бернарда, виконував роль самого Бернарда в британському телефільмі 1991 року.
Режисером фільму став Сем Бойд, основні зйомки відбулися в Нью-Йорку в березні 2023 року.

## Випуск
«Джин» випущено на платформі стрімінгового сервісу Peacock 22 листопада 2023 року.

## Сприйняття
На вебсайті агрегатора рецензій Rotten Tomatoes 31 % із 29 відгуків критиків є позитивними із середньою оцінкою 4,4/10. Консенсус вебсайту звучить так: «Мелісса Маккарті працьовита, як завжди, але її зусиль недостатньо, щоб вивести „Джина“ за межі м'яко передбачуваної святкової їжі». Metacritic, який використовує середньозважену оцінку, поставив фільму оцінку 35 зі 100 на основі 7 критиків, що вказує на «загалом несприятливі» відгуки.
Оуен Глейберман з «Variety» написав: «Це, безперечно, корисне різдвяне печиво з фільму, тому, якщо це вам подобається, неодмінно зробіть його святковою закускою. Але я хочу, щоб Мелісса Маккарті отримала чудову комедію, на яку вона заслуговує». Френк Шек із «The Hollywood Reporter» писав: «Чесно кажучи, у фільмі режисера Сема Бойда є свої кумедні моменти, завдяки добре відточеному комічному чуттю Кертіса. Ессіейду добре грає роль Бернарда, більще для емоцій, ніж для дешевого сміху, а Маккарті така тепла, приваблива, що ви шукатимете вдома будь-яку стару на вигляд пляшку, яка може містити такого ж корисного джина».